# Wilford Hall Ambulatory Surgical Center

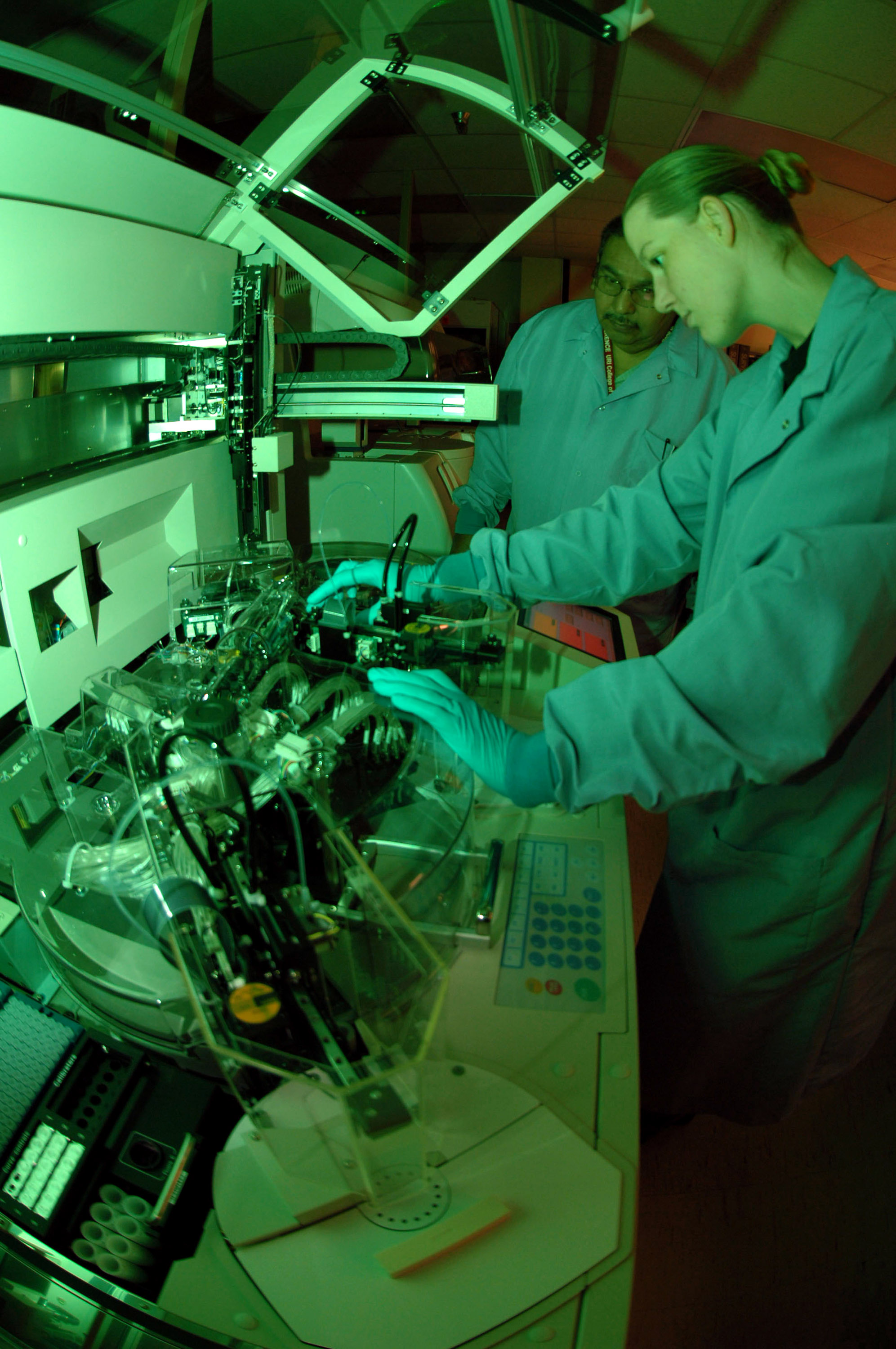

Wilford Hall Ambulatory Surgical Center, in precedenza nota come Wilford Hall Medical Center, è una struttura di trattamento medico della U.S. Air Force posta nel perimetro della Lackland Air Force Base (San Antonio). Gestito dal 59th Medical Wing, Wilford Hall è il più grande centro chirurgico ambulatoriale del Dipartimento della difesa, e fornisce l'intro spettro di cure primarie, cure specialistiche, e chirurgia ambulatoriale. La struttura onora con il suo nome l'ex medico aeronautico maggior generale Wilford F. Hall, un profetico pioniere i cui contributi sono stati fondamentali nello sviluppo dell'evacuazione aeromedica.
Il 15 settembre 2011 Wilfred Hall Medical Center prese l'attuale denominazione di Wilford Hall Ambulatory Surgical Center nell'ambito delle azioni di ristrutturazione promosse dalla 2005 Base Realignment and Closure Commission.